# Districte de Mogincual
El districte de Mogincual és un districte de Moçambic, situat a la província de Nampula. Té una superfície de 4.274 kilòmetres quadrats. En 2007 comptava amb una població de 129.969 habitants. Limita al nord amb el districte de Monapo, a l'oest amb el districte de Meconta, al sud-oest amb el districte de Mogovolas, al sud amb el districte d'Angoche, al sud-est amb l'oceà Índic i al nord-est amb el districte de Mossuril.

## Divisió administrativa
El districte està dividit en quatre postos administrativos (Chunga, Liúpo, Naminge, Quinga i Quixaxe), compostos per les següents localitats:
- Posto Administrativo de Chunga:
  - Nacanane
- Posto Administrativo de Liúpo:
  - Liúpo
- Posto Administrativo de Naminge:
  - Naminge
  - Naminane
- Posto Administrativo de Quinga:
  - Quinga
- Posto Administrativo de Quixaxe:
  - Quixaxe